# Péndere
El Péndere es un edificio histórico del siglo XIII ubicado en la localidad española de Santiago de Alcántara, en la provincia de Cáceres.
Con aspecto externo de ermita pero ubicado en el centro del pueblo, era en su origen probablemente la iglesia parroquial de la localidad, hasta que en el siglo XV se trasladó a la actual iglesia de Nuestra Señora de la Consolación, pasando el Péndere a ser una ermita, que con el tiempo cayó en desuso. Desde 2003 alberga un centro de interpretación relacionado con los espacios naturales de la zona.

## Historia
La "ermita del Señor Santiago y Santo Domingo" o simplemente "ermita de Santo Domingo", actualmente conocida como el "Péndere", fue construida en Santiago de Alcántara (entonces "Santiago de Carbajo") en el siglo XIII, época en la cual Fernando III otorgó el pueblo a la Orden de Alcántara, que lo organizó como una pedanía de Valencia de Alcántara. Fue probablemente la primera parroquia de la localidad, ya que la actual iglesia de Nuestra Señora de la Consolación no se construyó hasta el siglo XV y el Interrogatorio de la Real Audiencia de Extremadura de 1791 señala que la ermita del Señor Santiago "servía de parroquia".
Según el citado Interrogatorio de 1791, en aquella época era una de las dos ermitas dependientes de la parroquia del pueblo, junto con la ermita de San Blas. En la ermita del Señor Santiago y Santo Domingo se celebraba anualmente la fiesta de Santiago con misa y procesión. Sin embargo, posteriormente cayó la ermita en desuso y en el siglo XX pasó a ser un granero del Servicio Nacional del Trigo. Más tarde funcionó como centro de salud y biblioteca.
Desde 2003, el edificio se utiliza como un centro de interpretación de los espacios naturales del Tajo Internacional y la Sierra de San Pedro.

## Descripción
Con una superficie catastral de 248 m², es una construcción cuyo aspecto externo se asemeja a la arquitectura vernácula de la zona. El edificio, de planta rectangular, está unido por el lado de la epístola a la manzana colindante, observándose desde el exterior las otras tres fachadas. En su entrada cuenta con un pequeño portal con dos grandes arcos de medio punto, uno frontal y otro lateral, cubiertos por rejas; sobre el imafronte se conserva el pequeño hueco de la campana, actualmente vacío. El ábside es de planta cuadrada y está coronado por una linterna. En las esquinas y laterales del edificio se observan grandes contrafuertes.